# Verona Pooth

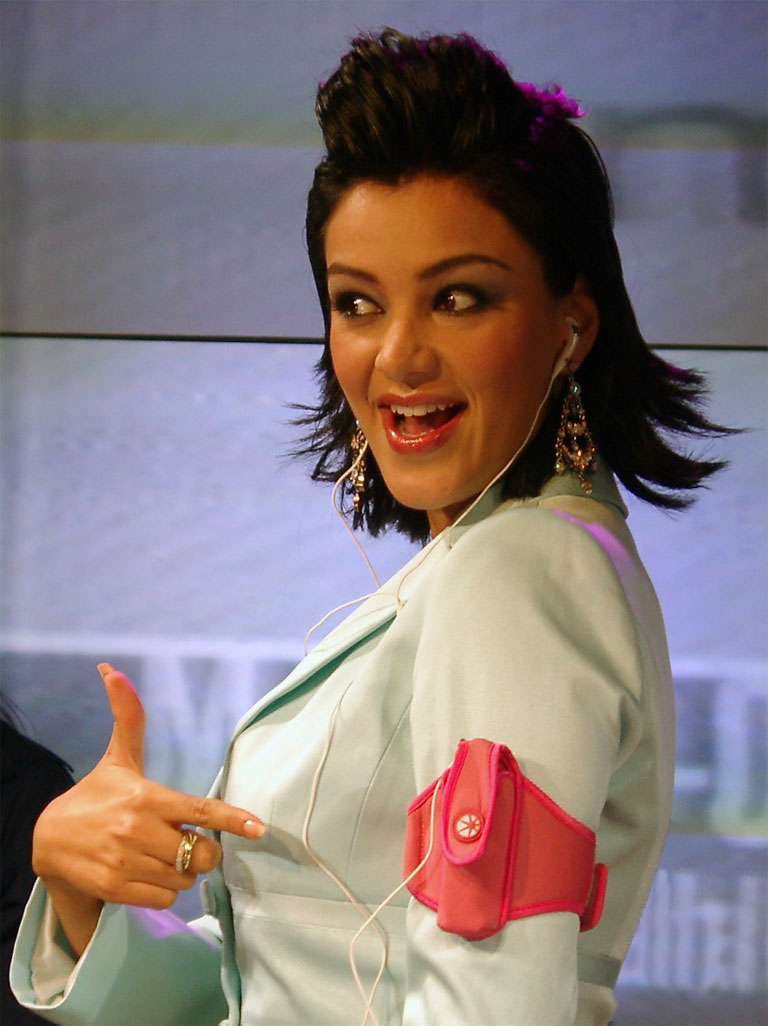
Verona Pooth

Verona Pooth, född 30 april 1968 i La Paz i Bolivia är en tysk skådespelare. Hon är bättre känd under sitt tidigare namn Verona Feldbusch. Verona slog igenom i filmen Driven från år 2001.

## Filmografi
- 2001 -  Driven
- 2001 -  A Space Travesty

## Fotnoter
1. ↑  Internet Movie Database, IMDb-ID: nm0270940co0047972, läst: 13 oktober 2015.[källa från Wikidata]
2. ↑  filmportal.de, Filmportal-ID: c5c9f03bb67f4f33b439fb39d7eeb3c3, läst: 9 oktober 2017.[källa från Wikidata]
3. ↑  Munzinger Personen, Munzinger person-ID: 00000023222, läst: 9 oktober 2017.[källa från Wikidata]